# ИМЗ М-63
Урал-2 модели М-63 — советский тяжёлый мотоцикл с коляской. Выпускался Ирбитским мотоциклетным заводом (ИМЗ «Урал») с 1963 по 1971 годы.

## История создания и конструкция
Непосредственным толчком к проектированию М-63 явилось решение специальной комиссии об унификации мотоциклов Ирбитского и Киевского мотозаводов. Конструктивные различия этих машин, порой небольшие, делали невозможной взаимозаменяемость отдельных узлов и деталей. Выполняя это решение, конструкторский коллектив ИМЗ спроектировал мотоцикл М-63. Основные узлы и агрегаты его взаимозаменяемы с узлами и агрегатами мотоцикла К-650, выпуск которого должен был освоен в Киеве. Мотоцикл М-63, в отличие от своих предшественников, оснащен рамой с маятниковой подвеской заднего колеса. Новая выпускная система позволила значительно снизить шум выхлопа, глушители приподняты над землей (при полной загрузке мотоцикла просвет составляет 150 мм).
Двигатель. На мотоцикл предполагалось установить новый двигатель, но по экономическим соображениям двигатель мотоциклу достался от предыдущей модели М-62.
Первую промышленную партию мотоциклов Урал-2 модели М-63 Ирбитский мотозавод выпустил в 1964 году. Первое время на М-63 ставились двигатели от мотоцикла М-62 «Урал», но с некоторыми изменениями. У модернизированного двигателя М-62 были усилены выпускного клапана, цапфы кривошипа, шатуны, поршни.
Коробка передач мотоцикла «Урал-2» — мелкошлицевая, аналогичная М-62 «Урал», но устранено слабое место прежней коробки — быстро изнашивались ось и втулка педали ножного переключения. Новый механизм переключения передач закрытого типа, работает в масляной ванне и защищен от пыли и грязи. Это улучшило и внешний вид, и упростило конструкцию коробки передач, которая стала устанавливается и на мотоцикл К-750.
Карданный привод: в качестве привода на заднее колесо по-прежнему используется карданный вал. Причем вал на М-63 отодвинут от колеса на 5 мм, так как планировалось, что мотоциклы ирбитского завода будут выпускаться на более широких шинах (4" X 17"). В главной передаче установлен более надежный двухкромочный воротниковый сальник.
Ходовая часть подверглась коренной реконструкции. Впервые на серийных мотоциклах ИМЗ введена маятниковая подвеска с пружинно-гидравлическими амортизаторами для подвески заднего колеса (позднее аналогичная подвеска введена на колесе коляски), что значительно повысило комфортабельность мотоцикла и его долговечность. Гидравлическая часть задних амортизаторов почти полностью заимствована от амортизаторов автомобиля «Москвич». Маятниковая вилка заднего колеса установлена в раме на резиновых сайлент-блоках. Подвеска переднего колеса осталась прежней конструкции, но стала единой для мотоциклов ирбитского и киевского мотоциклетных заводов. Новые грязевые щитки расширены по профилю, установлены над колесом с большими зазорами, в нижней части имеют специальные резиновые брызговики. Бензобак также изменился и стал проще в производстве.

## Техническая характеристика мотоцикла «Урал-2» модели М-63
Габаритные размеры, мм, не более:
- длина: 2 420
- ширина: 1 570
- высота: 1 100
- база, мм: 1 450
- масса (сухая), кг, не более: 320
- максимальная нагрузка, включая массу водителя, пассажиров и груз в коляске, кг, не более: 255
- максимальная скорость, км/ч, не менее: 95
- тип двигателя: верхнеклапанный
- рабочий объём, см3: 649
- диаметр цилиндра и ход поршня, мм: 78×68
- степень сжатия: 6,2
- максимальная мощность, кВт/л. с.: 20,6/28
- частота вращения коленчатого вала при максимальной мощности, мин, не более: 5 200
- максимальный крутящий момент, Нм: 44,1
- вместимость топливного бака, л: 22
- карбюраторы: К-301 (на ранних — К-38[2])
- подвеска заднего колеса: маятниковая
- передняя вилка: телескопическая
- номинальное напряжение в сети: 6 вольт
- годы выпуска: 1963—1971